# 음성다중
음성다중 또는 음성다중방송, 사운드 멀티플렉스(sound multiplex)는 방송에서 텔레비전과 라디오 채널에 대체 오디오 피드를 전달하는 방법이다.

## 용법
이렇게 하면 TV나 라디오 채널에서 서라운드 사운드(예: 스테레오 또는 5.1 서라운드 사운드)를 전달할 수 있거나 다른 언어로 된 오디오 트랙, 대체 스포츠 해설 또는 시각 장애가 있는 사용자를 위한 음성해설을 들을 수 있는 대체 오디오 프로그래밍을 전달할 수 있다.